# セルゲイ・メリグーノフ
セルゲイ・ペトローヴィッチ・メリグーノフ (露: Мельгунов, Сергей Петрович、1879年12月24日または25日 - 1956年5月26日）は、ロシアの政治活動家、歴史学者。

## 生涯
モスクワ大学卒業後、1906年にロシア立憲民主党（カデット）党員となり、1907年に人民社会党(または人民社会主義党員、エヌ・エス党)に入党した。1911年、メルグノフは出版社ザドルガを設立し、500冊以上の本と雑誌「Golos minuvshego（過去の声）」を出版した。1917年の十月革命後、レーニンとボルシェビキ政権の反対者となり、ボルシェビキ政権の武力転覆を提唱する反ソビエトロシア復興連合に参加した。
メリグーノフは1920年に逮捕され、死刑を宣告された。1920年に逮捕された際に、ソヴェト権力の確立は、住民からの共感でなく、ロシアの分裂と反動政策にすぎず、プロレタリア独裁でさえもないと批判した。その後猶予され、刑期は懲役刑に減刑された。。ナロードニキのヴェーラ・フィグネルやクロポトキンらの尽力でメリグーノフは釈放され、1922年にドイツに亡命した。その後パリに住んだ。
メリグーノフは歴史研究を続け、いくつかの雑誌を編集した。メリグーノフの最も有名な本は、レーニンとボルシェビキによって実行された赤色テロルについて膨大な資料を駆使して書かれた「ロシアの赤色テロル(Красный террор в России)」である。ボルシェビキの抑圧と残虐行為について詳述したこの本は、1924年に出版された。

## 評価
歴史家のロバート・ゲラテリーによれば、メルグノフの先駆的な研究は、詳細で衝撃的な内容であったが、それらが事実であったことが、ロシアのアーカイブと歴史家による近年の研究によって確認されている

## 著作
- Sergei Petrovich Melgunov: “Red Terror” in Russia 1918 – 1923, 2nd Edition, Berlin 1924
  - 日本語訳；メリグーノフ, セルゲイ・ペトローヴィッチ　 梶川伸一訳 (2010), ソヴェト＝ロシアにおける赤色テロル（１９１８～２３）　レーニン時代の弾圧システム (原著1924), 社会評論社